# Kratzdistelrüssler
Der Kratzdistelrüssler (Larinus turbinatus) ist ein Käfer aus der Familie der Rüsselkäfer und der Unterfamilie Lixinae. Anders als sein deutscher Name vermuten lässt, entwickelt er sich nicht nur in Kratzdistelarten, sondern benutzt ein breites Spektrum von distelartigen Pflanzen als Wirtspflanze. Von seinen nahen Verwandten ist er durch die Form des Rüssels unterscheidbar.
Der Artname turbinātus ist lateinisch, bedeutet „kegelförmig“ und nimmt auf die Form der Rüssels Bezug. Der Gattungsname Larínus (von altgr. λαρίνος larínos, „feist“) spielt auf die rundliche Körperform an.
In Europa ist die Gattung Larinus mit etwa sechzig Arten vertreten. Der Kratzdistelrüssler gehört zur Untergattung Phyllonomeus.

## Merkmale des Käfers

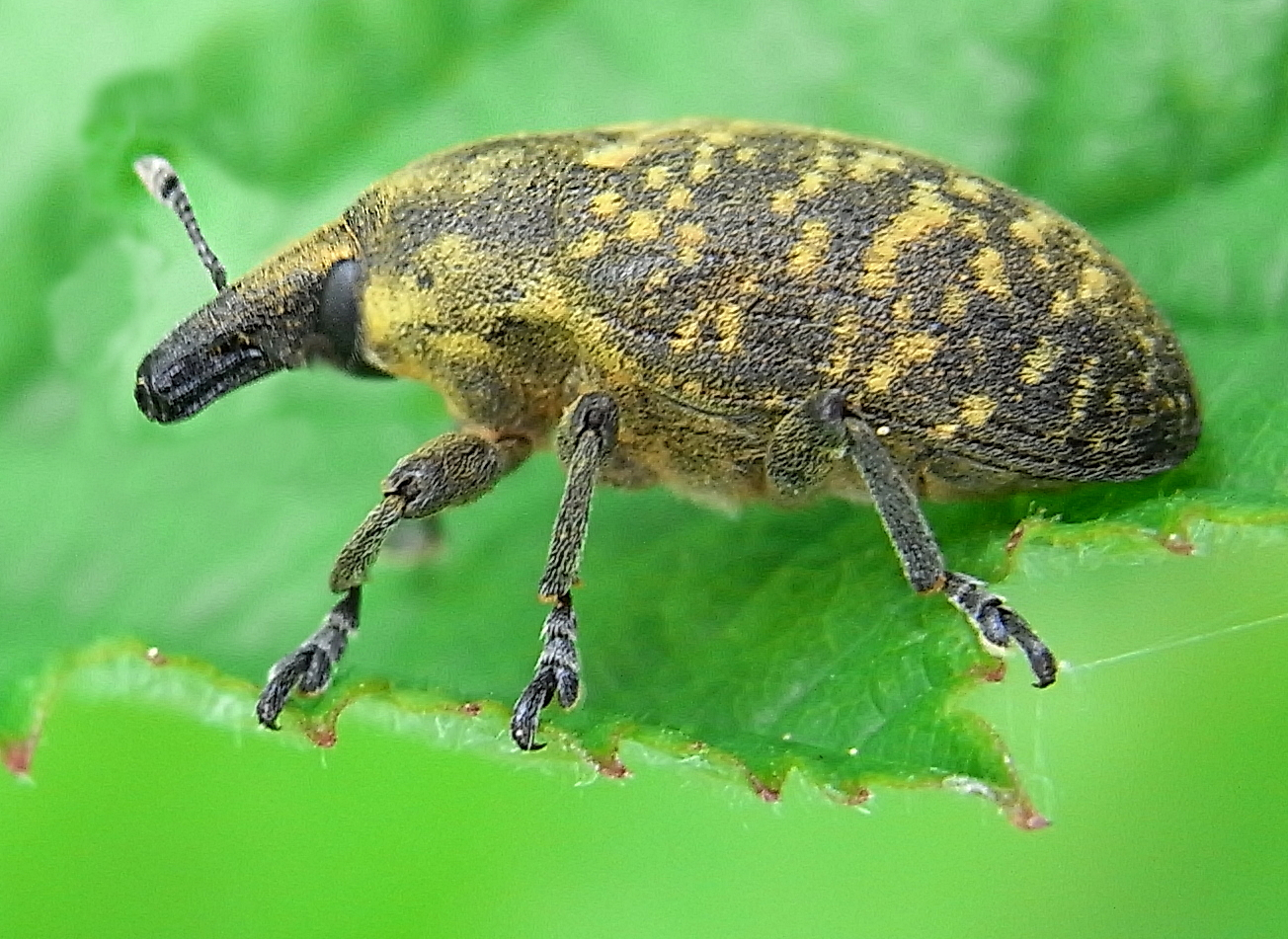
Abb. 2 Seitenansicht

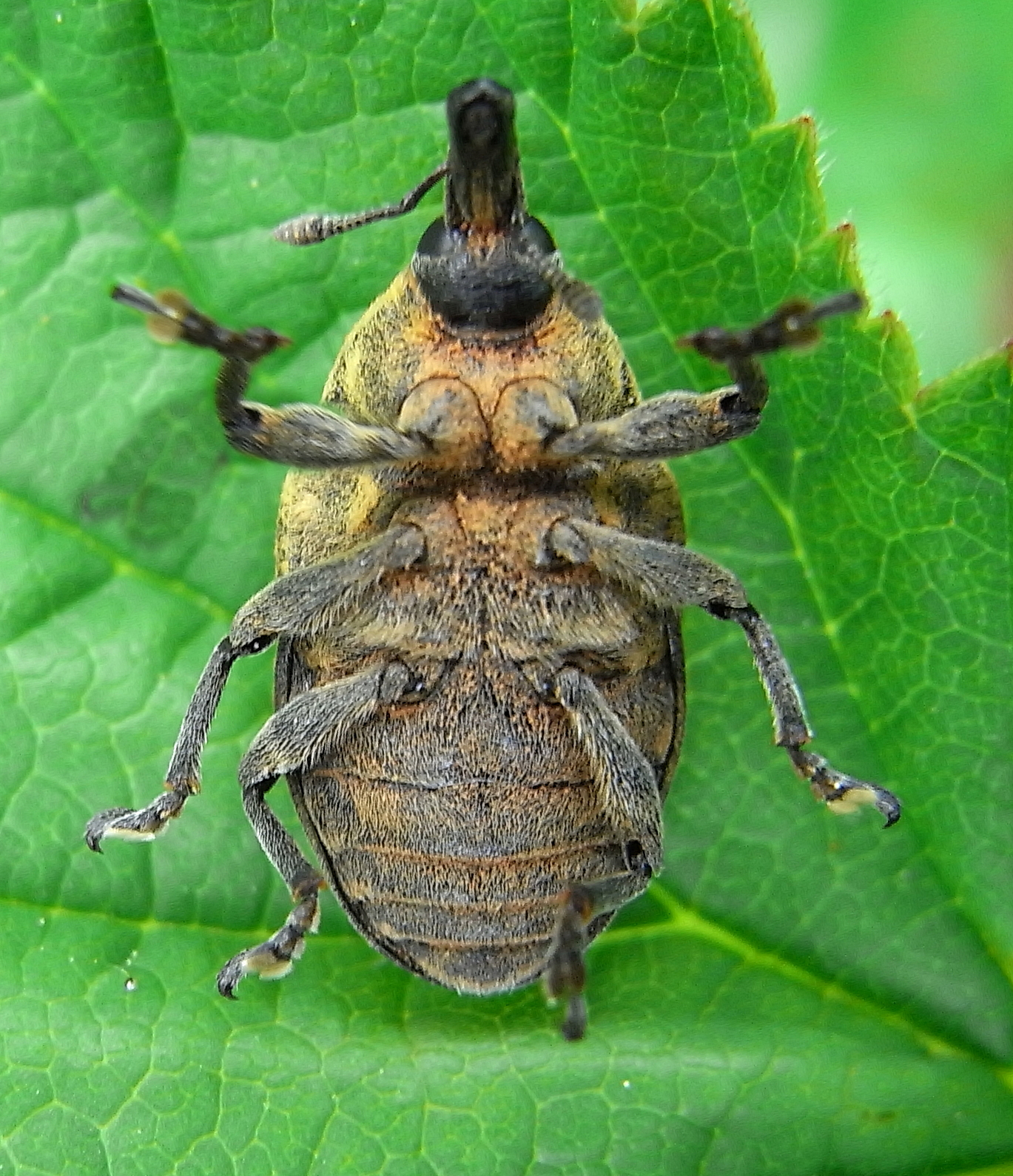
Abb. 3 Unterseite

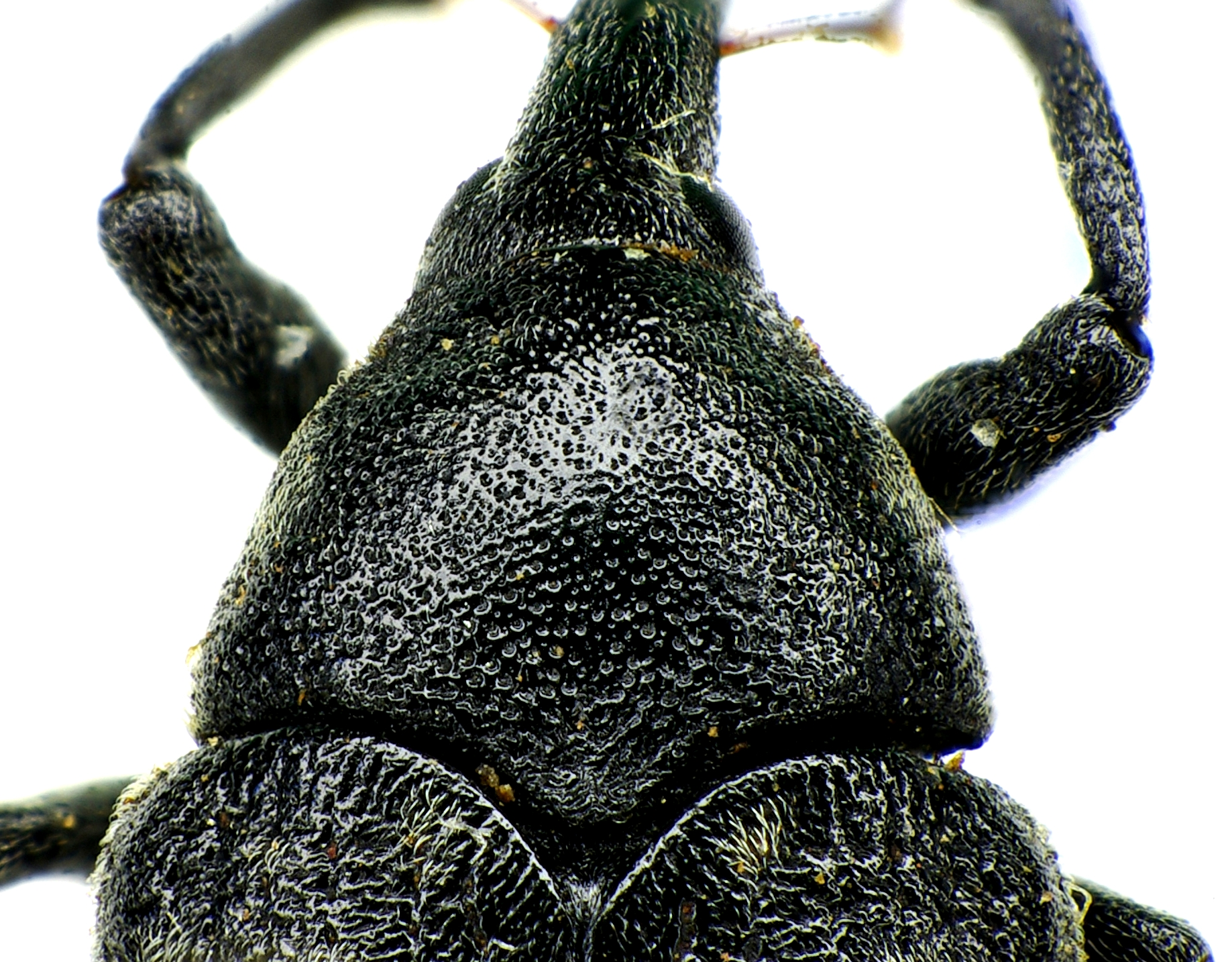
Abb. 4 Halsschild

Der runde Rüssel, dessen Furche zum Einlegen des ersten Fühlergliedes seitlich nach hinten und unten verläuft und weit vor den Augen auf der Rüsselunterseite endet, stellt den Käfer in die Unterfamilie Lixinae. Die Gattung Larinus zeichnet sich durch eine gedrungen ovale Gestalt und die mittlere Länge des Rüssels aus. Weiterhin sind die Fühler im vorderen Drittel des Rüssels eingelenkt und die Fühlergrube nicht nach vorn erweitert.
Die Art L. turbinatus unterscheidet sich von den anderen Arten der Gattung durch die Rüsselform. Der Rüssel ist drehrund und etwas kürzer als der Halsschild. Von oben betrachtet verjüngt er sich nach vorn kaum, ein Mittelkiel ist höchstens angedeutet. In Seitenansicht ist der Rüssel kaum nach unten gekrümmt und verjüngt sich konisch mäßig (Abb. 2). Auf der Unterseite hat der Rüssel eine Längsfurche, die zur Rüsselseite hin kantig abgesetzt ist. Die Rüsselfurche endet schräg vor und unter den Augen in dieser Längsfurche (Abb. 3).
Der Käfer ist wie die anderen mitteleuropäischen Arten der Gattung schwarz, die Flügeldecken sind mit queren grauen Haarflecken unregelmäßig gesprenkelt. Diese Haarflecken erscheinen in der Regel durch ein gelbliches Sekret und anhaftenden Blütenstaub jedoch gelb gefärbt. Die Flügeldecken sind etwa eineinhalb mal so lang wie breit, die Enden gemeinsam verrundet. Die Punktstreifen der Flügeldecken sind fein und nicht streifig vertieft.
Der Halsschild (Abb. 4) ist breiter als lang: nach vorn ist er glockenförmig bis wenig über Kopfbreite verengt. Seine Basis ist zum Schildchen vorgezogen. Es ist mit groben und mit feinen Punkten mäßig dicht skulpturiert (doppelt punktiert).

## Biologie
Die wärmeliebende Art kommt vor allem an offenen Wärmehängen, Weinbergbrachen und Steppenheide vor, auf denen auch Disteln vorkommen.
Der Kratzdistelrüssler gehört zu der Gruppe der Larinus-Arten, die bereits geöffnete Blütenkörbe für die Eiablage attackieren. Diese Arten besitzen stumpfere Rüssel, da sie sich nicht durch die Knospenhülle beißen müssen.
Mit dem Rüssel wird von oben ein Eikanal in die Blütenkörbe gebohrt und über diesen werden die Eier in die Blütenkörbe geschoben. Die Larven ernähren sich von den Fruchtknoten der Einzelblüten und vom Gewebe des Korbbodens. Die Weibchen vermeiden dabei die Eiablage in Blütenkörbe, die bereits von Larinus planus während des Knospenstadiums belegt wurden.
Ein Weibchen belegt die Blüte mit einem Ei und begibt sich dann auf eine benachbarte Blüte. Da ein Weibchen pro Tag mindestens fünf bis sechs Eier ablegt und man öfter mehrere Weibchen an der gleichen Wirtspflanze bei der Eiablage beobachten kann, ist eine Mehrfachbelegung der gleichen Blüte nicht unwahrscheinlich. Man findet in der gleichen Blüte häufig mehrere Larven. Im Experiment wurde beobachtet, dass die stärkere Larve die schwächere vertreibt, verfolgt und tötet, sobald die beiden Gangsysteme in Kontakt miteinander treten. Im letzten Larvenstadium findet man pro Blüte in der Regel nur noch eine Larve.
Die Verpuppung erfolgt ebenfalls in der inzwischen verblühten Distelblüte.
Die Käfer sind tagaktiv und fressen ebenfalls an Disteln, gelegentlich auch an anderen Korbblütlern.

## Verbreitung und Vorkommen
Die Art ist von Turkestan und dem Kaukasus über ganz Südeuropa und das südliche Mitteleuropa verbreitet. Innerhalb von Deutschland kommt sie nördlich noch im südlichen Rheinland, im Mittelelbegebiet und in Thüringen vor. Sie ist hier im Allgemeinen selten.
In Nordamerika wurde die Art versehentlich eingeschleppt und ist nun in Pennsylvania und Maryland vertreten.

## Gefährdung
Die Art gilt in Deutschland als ungefährdet.